# Elsa Pereira-d’Oliveira
Elsa Rodrigues Pereira-Jessurun d'Oliveira, beter bekend als Elsa Pereira-d’Oliveira, (Hilversum, 14 december 1913 - Bussum, 1 mei 1998) was een Nederlands arts en schrijfster.

## Leven en werk
Elsa Pereira d'Oliveira was een dochter van Abraham Elias Jessurun d'Oliveira (1886-1944) en Simcha Lopes Cardozo (1888-1948), beiden Sefardische Joden. Zij studeerde in 1938 af in de geneeskunde aan de Universiteit van Amsterdam en promoveerde in 1942 op een gynaecologisch proefschrift. In de Tweede Wereldoorlog werkte zij aanvankelijk als assistente in het Wilhelmina Gasthuis. Toen zij haar beroep niet meer mocht uitoefenen, ging zij in de huishouding werken bij de familie Kotting. Nino Kotting was een van de advocaten die zich inzette om Sefardische Joden te behoeden voor deportatie door bezwaarschriften in te dienen bij het hoofd van het bureau Innere Verwaltung, Hans Calmeyer. Ze verloofde zich met de zoon van de buren, Paul Rodrigues Pereira.
Op 1 februari 1944 werden Elsa, haar vader Eli en zijn tweede vrouw Louisa Lopes Cardozo opgepakt en naar Kamp Westerbork gestuurd. Dankzij de inspanningen van Kotting en zijn collega Jaap van Proosdij werd de deportatie van Elsa geschorst en werd zij op 1 april vrijgelaten. Haar vader, stiefmoeder en vele andere familieleden overleefden de oorlog niet. Zij trok in bij haar verloofde en op 11 maart 1945 werd hun oudste zoon geboren, die vernoemd werd naar Nino Kotting.
Begin 1946 verhuisde het gezin naar Bussum waar zij aan de Jacob Obrechtlaan een huisartsenpraktijk begon. Hier werden ook haar tweede zoon (Robert, 1946;  later kinderarts in Rotterdam en Officier in de Orde van Oranje Nassau) en dochter (Suzanne, 1949; een van de initiatiefnemers van De Schaduwkade, een herdenkingsmonument voor de weggevoerde Joden van de Nieuwe Keizersgracht in Amsterdam) geboren. Vanaf halverwege de jaren vijftig schreef zij verscheidene populair-wetenschappelijke boeken over medische onderwerpen en seksualiteit ("huwelijkshygiëne"), gaf zij cursussen, lezingen en medische adviezen op de radio en in het tijdschrift Moeder en bekleedde diverse maatschappelijke functies, onder andere bij de Phelps stichting en de Bond van Ouders van Spastische Kinderen (BOSK). Haar literaire werk is bekroond door het Nederlands Huisartsen Genootschap.
Pereira-d'Oliveira heeft 37 jaar een praktijk in Bussum gehad. In 1983 werd zij benoemd tot ridder in de Orde van Oranje Nassau. Zij overleed in 1998 op 84-jarige leeftijd.

## Familie
Elsa Pereira-d’Oliveira was een tante van Hans Ulrich Jessurun d'Oliveira.
- Nederlandse Thesaurus van Auteursnamen: 068189591
- Virtual International Authority File: 75307867